# ميخائيل جونز (ناشط حقوق إل جي بي تي)
ميخائيل جونز (بالإنجليزية: Michael Jones)‏ هو ناشط حقوق إل جي بي تي أمريكي، ولد في 24 سبتمبر 1964 في إنديانابوليس في الولايات المتحدة.